# Chãs de Tavares (Mangualde)
Chãs de Tavares – parafia (freguesia)  w gminie Mangualde, w Portugalii. Według danych na rok 2011 parafię zamieszkiwało 1040 osób, a gęstość zaludnienia wyniosła 45,9 os./km².

## Klimat
Średnia temperatura wynosi 14 °C. Najcieplejszym miesiącem jest sierpień (25 °C), a najzimniejszym styczeń (6 °C). Średnia suma opadów wynosi 1236 milimetrów rocznie. Najbardziej wilgotnym miesiącem jest styczeń (179 milimetrów opadów), a najbardziej suchym jest sierpień (6 milimetrów opadów).